# アグレッシブですけど、何か?
『アグレッシブですけど、何か?』（アグレッシブですけど、なにか?）は広島ホームテレビで、2007年4月28日から2015年3月18日まで放送されていたローカルバラエティ番組である。MCは中島尚樹。略称「アグレ」。

## 概要
※放送日は制作局基準
- 2007年2月3日深夜に「アグレッシブの方でよろしかったでしょうか?」をパイロット番組として放送、それを経て現在の番組が誕生した。
- オープニング映像にはマスコットのバッハさんが船に乗り、日本地図にネットしている地域にチェックが入る映像が流れる。2010年4月以降はバッハさんが大ホールで指揮を取る映像になった。

## 歴史
放送日と時間は制作局を基準とする

### 2008年
- 1月1日、『アグレッシブですけど、何か? 新春SP「真鍋とインドで××SP!!」』が23:40 - 24:35に放送された[注 1]。
- 2月15日・2月22日、テレビ朝日で27:50 - 28:45に初の関東ローカル進出の形で「祝!!関東ローカル進出記念!! バイトすごろく2本立てスペシャル」が放送された[注 2]。放送内容は「バイトすごろく」を再編集したもので、2週にわたって放送された。この内容は2008年5月に北海道テレビ放送やメ〜テレ、6月に静岡朝日テレビ、9月に新潟テレビ21でも遅れネットで放送。
  - 地元広島では3月29日に前編（23:00 - 23:55）と後編（24:30 - 25:15、本編の放送時間）に分けて放送された。
- 同年4月 北陸朝日放送、山口朝日放送、愛媛朝日テレビでレギュラー放送のネットを開始。
- 同年10月、岩手朝日テレビ、山陰放送（TBS系列）、熊本朝日放送でレギュラー放送のネットを開始。これで中国地方で当番組がレギュラー放送として見られないのは岡山県（瀬戸内海放送。但し2009年10月5日に後述のエリア拡大スペシャルを単発放送）のみとなった。

### 2009年
- 1月1日、24:45 - 25:45 「灼熱のジャングルで幻の動物にガチで迫って来ましたけど、何か?SP」が2008年に引き続き元日に放送。
- 4月4日、24:30 - 25:00「祝!番組昇格記念 ボツネタ大公開?春の大反省会スペシャル!!」。

土曜深夜枠最後の放送。
- 4月6日、24:10 - 「番組制作費一点賭けカジノツアーin韓国 番販局が増えたので予算を増やそう企画」。

この週から毎週月曜24:10 - 24:40に放送、新潟テレビ21でも開始することが発表された。
- 4月27日、曜日移動後初めてゲスト（安田美沙子）登場、スタジオにはCGを被せる形にリニューアルされた。
- 10月、ネオバラ枠の改編のため24:15 - 24:45に5分繰り下げ。
- 10月5日、「修学旅行すごろく〜あなたの思い出の修学旅行はどこですか?〜」放送により「祝!今夜だけ放送エリア拡大スペシャル」と題していった先々の放送局や現ネット局16県14局で放送される[注 3]。
- 10月8日、福島放送がレギュラー放送のネットを開始。
- 11月2日、東日本放送がレギュラー放送のネットを開始。

### 2010年
- 1月1日、「新春恒例1H拡大版修学旅行すごろくSP 〜あなたの思い出の修学旅行先はどこですか?〜」（24:40 - 25:35）

新春特別版「修学旅行すごろくスペシャル」のみハイビジョン制作（スタジオ内含む、1月11日からは3月29日まではSD(4:3)制作で放送）。
- 4月5日、放送4年目突入。同時に全編ハイビジョン制作（アナログはレターボックス）に切り替わり、オープニングアニメーション部分もHD制作にリニューアルされた。

### 2011年
- 1月6日、千葉テレビ放送がレギュラー放送のネットを開始。交換条件としてHOMEが1月11日より『白黒アンジャッシュ』のネットを開始した。
- 3月14日、東日本大震災による特別番組のため休止。
- 3月21日、3月28日、4月6日、東日本大震災による影響のため、予定を変更して「アグレッシブヌーボ」（本放送：2010年11月1日(天龍源一郎・m.c.A・T)、11月8日・11月15日(前編・後編/堀江貴文・m.c.A・T)放送分）を再放送。
- 4月13日、放送5年目突入。放送日が月曜日から水曜日に変更。

### 2012年
- 3月7日、「劇団アグレッシブ企画 旗上げ編」の回で6年目に突入。

### 2014年
- 4月9日、放送8年目に突入。

### 2015年
- 2月11日、同日放送分で番組終了を発表[1]。
- 3月18日、最終回を迎え番組終了した。

## 出演者

### MC
- 中島尚樹

キャッチフレーズは「視聴率歩合制タレント」（この番組だけギャラを「視聴率1％につき1万1111円」の歩合制にされているため）。

### レギュラー
- カナイマン

番組の総合演出。本名は金井大介。企画にもよるが、ほぼ毎回1度は画面に出演している。
- 石田剛太・土佐和成・酒井善史（ヨーロッパ企画）

2010年4月より準レギュラーとして出演。
- 上野まな

2013年2月より準レギュラーとして出演。
- 岡本啓

九州を中心に活躍中のローカルタレント。「世界的VIP・岡本先生」のキャラクターでの出演。「ローカルMCサミット」の企画から準レギュラー化。
- 山口敏太郎

オカルト研究家、ライター、漫画原作者。2013年に「絶景じゃないと受けられない授業」にオカルトの講師として出演。「絶景じゃないと受けられない授業」「アグレッシブ人生学部」「オカルトびんびん物語」の企画から準レギュラー。
- 村井美樹

女優。「アグレッシブ人生学部」の企画には毎回出演（準レギュラー）。

### 不定期出演
- 山田幸美
- 小嶋沙耶香
- 渡辺美佳

局アナウンサー、「アポ取り選手権」の際に1人がたびたび登場
- 串山真理

局アナウンサー、「ギャラじゃんけん」で当初進行役だったのが最終挑戦者に抜擢される。

### 過去の出演者
- 奥村奈津美（元アナウンサー、2007年6月 - 2008年8月(?)）

東日本放送移籍に伴い、2008年8月末で降板。
- momo

広島で活動しているシンガーソングライター。本名は桃村花加。
- NACHI

momoと同様、街角ロケなどが主な出番
- 畠山沙姫
- フリータイム

松浜心、塩谷正蔵（よしもとクリエイティブ・エージェンシー広島事務所）
- フロントライン

古島拓大、石原誠（よしもとクリエイティブ・エージェンシー広島事務所）
- やまか（よしもとクリエイティブ・エージェンシー広島事務所）
- あかぼし☆こぼし

小法師秀暁、赤星亨（よしもとクリエイティブ・エージェンシー広島事務所）
現在は東京在住のため、ほとんど出演しなくなった。
- 田中寿江
- 浦本可奈子
- 坪山奏子

いずれも元局アナウンサーで不定期出演。広島ホームテレビを退社したため降板。
- 五十嵐愛

広島ホームテレビ局アナウンサー。「絶景じゃないと受けられない授業 ～オフィス北野の裏側～」に出演。

## マスコット
バッハさんとフーガちゃん
番組オリジナルのマスコットキャラクター（イラスト：小泉義理者）。
バッハさんのイラストが入った橙色（中央にアグレの「ア」、バックにバッハさん）と紺色（中央に「WANTED!」と書かれたバッハさん）のTシャツが「ぽるぽるSHOP」で販売されている。

## コーナー

### 行われているコーナー
※不定期コーナーあり

※放送日はHOMEでの日程に準拠する
アグレッシブ人生学部
企画主旨は「誰もが経験する可能性のあるコトについて事前に勉強する」で、毎回テーマを設けて各分野より専門講師を招き、学校じゃ教えてくれないさまざまな知識を徹底伝授してくれる企画。2013年秋の企画スタート以来人気を博し、2014年には下記の「絶景じゃないと受けられない授業」と並んで、レギュラーコーナー化。
絶景じゃないと受けられない授業
絶景じゃないと聞いていられないような危険なテーマを、毎回ゲスト講師を招いて講義形式で学んでいくアカデミック・デンジェラストーク企画。話の危険度が最高点に達すると、絶景映像に切り替わり場の空気を浄化。2012年秋よりスタート以来人気を博しレギュラーコーナー化。
リアル・ヒーローズの旅
来るべき地球の危機に備えるため、脅威の能力を身につけたモノホンのヒーローを探しにいく世界救済企画。
自称超能力者の奇天烈な言動と、その対応に苦慮する中島が見もので、能力が認められると番組認定シールと、中島が大ファンである「JOJOの奇妙な冒険」シリーズのスタンド風の能力名が与えられる。スタジオ出演したスザンヌもこの企画を気に入り「DVDにして欲しい」と発言した。
芸能人でこのコーナーに出演したのは、霊視能力をもつスピリチュアルアイドルとして疋田紗也、未来を見ることができる予知ドルとして桜井聖良の2人だけである。（2009年11月現在）
アポ取り選手権〜ノーギャラで仕込める大物タレントの限界〜
日本国民なら誰もが知っている大物タレントをノーギャラでゲストに登場させるコーナー。
ルールは尚樹がタレント名鑑から有名人を探し、直接事務所に電話で明日番組にノーギャラで出演してくれるゲストを交渉する（電話以外にブッキングセンター（HOME局内）にはパソコンとFAXもあり、それも利用する）。第4回は、これに加えて何かで世界一になった人間というルールが追加された。
これまでに登場した大物タレント
2009年
- - ＃92（5月18日） 志垣太郎
  - ＃93（5月25日） 麻美ゆま - 番外編ゲスト
  - ＃100（7月13日） 小林幸子
  - ＃103（8月17日） ダンテ・カーヴァー - 番外編ゲスト
  - ＃111（10月12日） アグネス・チャン

2010年
- - ＃124（1月18日） 森末慎二
  - ＃125（1月25日） 小林尊
  - ＃134（3月29日） 山本リンダ
  - ＃144（6月7日） 野村沙知代
  - ＃162（10月18日） サンプラザ中野くん
  - ＃163（10月25日） 藤波辰爾 - オーバーブッキング編ゲスト
- ローカルMCサミットin広島～ローカルタレントの未来を語ろう～
  - 第1回（2009年6月29日・7月6日）

らくさぶろう（愛媛県代表）、スペース佐藤（山口県代表）、ふじポン（岩手県代表）、ワッキー貝山（宮城県代表）、タージン（大阪府代表）
- - 第2回（2010年2月15日・2月22日）

久保ひとみ（静岡県代表）、ばってん城次（熊本県代表）、 べるを（鳥取県・島根県代表）、シャバ駄馬男（秋田県代表）、 ダイナマイト・イシムラ（岡山県・香川県代表）
- - 第3回（2010年7月5日・7月12日）

岡本啓（福岡県代表）、岩手佳代子（宮城県代表）・宮野久美子（愛知県・三重県代表）、川満聡（沖縄県代表）
- - 第4回（2010年11月22日・11月29日・12月6日）

バリトン伊藤（秋田県代表）、きどゆういち（大分県代表）、豊田麻衣（富山県代表）、野口たくお（鹿児島県代表）
- - 第5回（2011年2月7日・2月14日・2月21日）

黒石八郎（青森県代表）、こかどひろこ（佐賀県代表）、森はづき（石川県代表）、大松しんじ（広島県代表）
- - 第6回（2012年2月15日・2月22日・2月29日）

百香（青森県代表）、だいじお兄さん（栃木県代表）、本多春奈（香川県代表）、カボスひろし（大分県代表）
- - 第7回（2012年9月6日・9月12日）

桜 稲垣早希（毎日放送『ロケみつ ザ・ワールド』代表）、小泉エリ（CBCテレビ『ノブナガ』代表）、やのぱん（KBS京都『やのぱんの生活情報部』代表）、児嶋一哉（千葉テレビ放送『白黒アンジャッシュ』代表）
- - 第8回（2013年1月23日・1月30日・2月6日）

憲俊（愛知県代表）、ちんねん（長崎県代表）、久保雪（宮崎県代表）、カメ五郎（神奈川県代表）
- - 第9回（2013年8月28日・9月4日）

高原兄（富山県代表）、橋本麗奈（青森県代表）、U字工事（栃木県代表）、トマトひろし（大分県代表）
- - ローカルMCサバイバー （2011年8月24日・8月31日・9月7日・9月14日・9月21日）

こかどひろこ（佐賀県代表）、ばってん城次（熊本県代表）、岡本啓（福岡県代表）、やのぱん（大阪府代表）、ワッキー貝山（宮城県代表）、シャバ駄馬男（秋田県代表）、ふじポン（岩手県代表）
笠井さやか（当時千葉テレビ放送アナウンサー。進行役）、石田剛太も進行役として出演
- - ローカルMCキャンプ　（2011年11月15日）

タージン（大阪府代表）、やのぱん（大阪府代表）
- - ローカルMCトラベラー （2012年1月1日）

岡本啓（福岡県代表）、本多春奈（香川県代表）、タージン（大阪府代表）、シャバ駄馬男（秋田県代表）
- - 広島発！この夏行きたい東京＆熊本ツアー （2012年6月5日。『トリハダ（秘）スクープ映像100科ジテン』を遅れネットとした上で19:00～19.54枠で放送）

（東京編）タージン（大阪府代表）、シャバ駄馬男（秋田県代表）、岡本啓（福岡県代表）、大島麻衣（進行役）
（熊本編）ばってん城次（熊本県代表）、カボスひろし（大分県代表）、本多春奈（香川県代表）、高部あい（進行役）
- - ローカルMCコンパ　（2012年6月20日・6月27日）

タージン（大阪府代表）、シャバ駄馬男（秋田県代表）、岡本啓（福岡県代表）
- 番組制作費一点賭けツアー

番組制作費をギャンブルで一点賭けして増やそうという低予算逆発想企画。
2009年
- - 第1回（4月6日）:カジノツアーin韓国
  - 第2回（8月31日・9月7日）:地方競馬で予算を増やそうin福山競馬場（広島県）・盛岡競馬場（岩手県）
  - 第3回（9月14日・21日）:地方競馬で予算を増やそうin金沢競馬場（石川県）・川崎競馬場（神奈川県）

2010年
- - 第4回（7月19日・26日・8月2日）:競輪で予算を増やそう
- 哲学弾丸トラベラー

人間にとって永遠のテーマである哲学的な命題に48時間かけて答えを出していくドキュメンタリー企画。
- 第1回:『愛』について
- 第2回:『大人』について
- リアル裸の大将

名作「裸の大将」をリアルに再現したおにぎりドキュメンタリー企画。
- 第1回:東北編（福島 - 青森）
- アグレッシブ・ヌーボ

初対面の男3人がありふれた話題について真剣に語り合うトーク企画。スタジオゲストのはしのえみによる企画説明は「この企画はグータン・ヌーボを意識しています！！」
- 第1回:中島尚樹・天龍源一郎・m.c.A・T
- 第2回:中島尚樹・堀江貴文・m.c.A・T

### 過去に行われたコーナー
- 絶品、珍味一家

珍味大好き一家の物語。全世界から取り寄せた「珍味」を食す。
- アグレッシブ・7DAYS

7日間のガチンコ・ドキュメンタリー。
フロントラインの石原誠が「男なのに女」というオカマを受け入れることが出来るかを検証するためにオカマと共同生活をする。
- アグレッシブ・4DAYS

4日間のガチンコ・ドキュメンタリー。
ランス39号が極度のビビリ症を解消するために、広島に住んでいるネパール人と共同生活をする。
- リアル脱出ゲーム

ネット上で話題になっている「脱出ゲーム」。MCの中島尚樹は「脱出ゲーム」のプログラマーでもある。
番組内で「リアル脱出ゲーム」をすることになった。
第3回（2007年5月12日）で初めて放送。
奥村奈津美・渡辺美佳両アナウンサーなど広島ホームテレビの職員が広島ホームテレビ社屋内に作られた部屋から脱出するという企画だったが、誰一人脱出できなかった（渡辺アナはこのことをブログで書いている）。
評判だったため再度企画され、第6回（2007年6月9日）でますだおかだが挑戦した。その中で番組史上初めてますだが脱出成功。その後、安田大サーカスのクロちゃんとHIROが挑戦、団長のヒントを頼りに善戦したものの惜しくも失敗。
- バイトすごろく

声をかけた人が1つ前にしていたアルバイトをし、それを繰り返しながら進むという、アルバイトを「すごろく」に見立てたドキュメンタリーゲーム企画を、フロントライン小島が挑戦する。
ゴールとなるアルバイトは、広島市民球場にて「ボールボーイ」のアルバイト。期限は今シーズンのカープの最終戦が行われるまで。アルバイトで稼いだお金のみで生活しなければならない。
結局、シーズン終了までに間に合わずに達成出来ず。2008年6月からは「バイトすごろく2」に続いた。
- バイトすごろく2（バイトすごろくセカンドシーズン）

2008年6月7日放送分から開始、アルバイトを「すごろく」に見立てたドキュメンタリー・ゲーム企画の第2弾。
声をかけ、その人が以前していたアルバイトを言い、その仕事していた場所で生活を繰り返しながらする。
挑戦者は前回と同じ古島拓大（フロントライン）で、みんなの憧れのバイトの中から選ばれた「モデル」のバイトに行き着けばゴール。
9月27日放送分に北九州で結婚式のモデル（バイト代1万円）に辿り着き目標達成。しかし、尚樹からの術中にハマってしまった。
- 親友クイズ～あなたの親友は誰ですか?～

自分の一番の親友を1人挙げてもらい、そのチャレンジャーの存在を内緒にして親友の名前を1人挙げてもらう。そのチャレンジャーの名前が出たら賞金が出る企画。
- アグレッシブで会いましょう

「人脈だけで本当に憧れの人に会えるのか」をコンセプトに、人の紹介だけを繰り返して、憧れの有名人に会うという人脈わらしべ長者企画。
主なルール
- - 交通手段は自由だが使える所持金は3万円のみ
  - 期間は憧れの人に会えるまで

これまでに会えた有名人（「（）」は会いたいと思っている人、放送日は制作局のHOME準拠）
- - 2008年1月1日 眞鍋かをり（中島）
  - 1月19日・26日 安田美沙子（塩谷正蔵(フリータイム)）
  - 5月24日・31日 高橋名人（小法師秀暁(あかぼし☆こぼし)）
  - 2010年4月26日・5月3日 尾田栄一郎(中島)
- アグレッシブ探検隊

広島に潜む謎に挑む男たちの物語。世の中に潜む謎や不思議を体を張って解明するチャバメンタリー 企画である。
- - 東広島市安芸津町にある『消えつつある島の謎』
  - 『巨大タニシの謎を追え』
  - 『悶絶が響き渡る!幻の生キノコの謎を追え』（2009年2月7日・14日）1年ぶりの緊急復活!!）
  - 『ボルネオ島に潜むドラゴン伝説の謎を追え!』（2009年2月28日、マレーシア）
- ヤンキーの家に泊まろう～暴君ヤンキーに突然お泊まり交渉～

2009年5月11日開始、MC中島の苦手なヤンキーの克服と『田舎に泊まろう!』（テレビ東京系） に便乗する企画。
- アグレッシブ男飯

芸人ならではのアイデア貧乏料理を作る男のグルメ企画。
- - 第一回 2009年3月7日
    - フリータイム塩谷正蔵:塩谷特製リゾット
- アグレッシブ本番10分前
- 限界キッド

世の中のあらゆる限界値を体を張って検証してみようという企画。
これまでに行われた企画
- - 24時間で開ける同窓会の限界は?
  - 最強柔道家は何人で倒せるのか?
  - お姫様ダッコで運べる限界は?
  - 24時間で作った段ボール船で行く冒険の限界は?
  - 24時間で撮れる映画の限界
  - 24時間で作った段ボール船で行く冒険の限界は?
  - 最強力士は何人で倒せるのか?
  - 48時間で作る動物図鑑の限界

など
- 手作りライダー

文明の利器に頼らず、ゼロから物を作って見ようという企画。
初回は、「蚊取り線香を作ろう」という企画だったが、諸法律上の関係から作ることができないため、「カイロを作ろう」に変更となった。
- - 第一回 2008年11月15日・22日放送 「蚊取り線香を作ろう」→「カイロを作ろう」
  - 第二回 2009年3月14日・21日 「朱肉を作ろう」
  - 第三回 2010年2月1日・8日 「ローションを手作りしよう」
- 今夜だけ放送エリア拡大SP 修学旅行すごろく

広島を出発し、行く先々で思い出の修学旅行先を聞き、実際にその場所に行って最終目的地札幌を目指す企画。
広島県広島市→福岡県（太宰府天満宮）→鹿児島県鹿児島市（桜島）→沖縄県（沖縄そば）→京都府（金閣寺）→千葉県浦安市（東京ディズニーランド）→北海道札幌市（札幌時計台）の順で旅行した。

## ゲスト
ゲストなしの部分はスタジオゲストがいないことを指している。
2012年
- ＃（2月15日）吉木りさ
- ＃236・＃237・＃238（5月23日・5月30日・6月6日・6月13日） 熊田曜子、和田まあや・中元日芽香（乃木坂46）[2]
- ＃240（6月27日） 手島優
- ＃241・＃242・＃243（7月4日・7月11日・7月18日） 吉木りさ

## スタッフ
- ナレーター：萬琴真
- 題字・イラスト：小泉義理者
- オープニング曲：伊藤忠之
- タイトルCG：泉尾祥子
- MA：角田英二(NTC)
- 構成：田中大祐、伊藤真二、楽屋ニュース
- ディレクター：金井大介、小川貴史
- 総合演出：カナイマン
- 広報：西本かおり
- 編成：蒲原正展
- AP：田畑まなみ
- プロデューサー：園田太郎・内藤貴史
- 技術協力：NTC
- 制作協力：ホームテレビ映像
- 制作著作：広島ホームテレビ

## 基本時間

### 制作局
- 広島ホームテレビ（HOME） 毎週水曜 24:15 - 24:45[注 20]

2009年3月までは毎週土曜 24:30 - 25:00
2011年3月までは毎週月曜 24:15 - 24:45
毎年1月1日は特番が行われ、その場合はいつもと違う曜日・時間帯で放送される。
また、「SmaSTATION!!」休止時の改編期には、いつもより時間を早めてスペシャルで放送される場合がある。

### ネット局
新春特番等の放送は、各局の判断に任されるため放送されない場合もある。
| 放送対象地域   | 放送局                            | 系列           | 放送日時                                             | 備考       |
| -------------- | --------------------------------- | -------------- | ---------------------------------------------------- | ---------- |
| 岩手県         | 岩手朝日テレビ（IAT）             | テレビ朝日系列 | 毎週日曜 25:15 - 25:45                               | 遅れネット |
| 秋田県         | 秋田朝日放送（AAB）               | テレビ朝日系列 | 毎週日曜 25:40 - 26:10                               | 遅れネット |
| 福島県         | 福島放送（KFB）                   | テレビ朝日系列 | 毎週土曜 25:30 - 26:00→毎週木曜 25:20 - 25:50へ移動  | 遅れネット |
| 静岡県         | 静岡朝日テレビ（SATV）            | テレビ朝日系列 | 毎週木曜 25:55 - 26:25                               | 遅れネット |
| 石川県         | 北陸朝日放送（HAB）               | テレビ朝日系列 | 毎週土曜 26:45 - 27:15→毎週土曜 26:15 - 26:45へ移動  | 遅れネット |
| 山口県         | 山口朝日放送（yab）               | テレビ朝日系列 | 毎週火曜 25:10 - 25:40→毎週火曜 25:15 - 25:45へ移動  | 遅れネット |
| 愛媛県         | 愛媛朝日テレビ（eat）             | テレビ朝日系列 | 毎週土曜 25:15 - 25:45                               | 遅れネット |
| 中京広域圏     | 名古屋テレビ（NBN）               | テレビ朝日系列 | 毎週水曜 26:59 - 27:29                               | 遅れネット |
| 鳥取県・島根県 | 山陰放送（BSS）                   | TBS系列        | 毎週木曜 25:38 - 26:08                               | 遅れネット |
| 千葉県         | 千葉テレビ放送（CTC）             | 独立局         | 毎週月曜 24:00 - 24:30                               | 遅れネット |
| 京都府         | 京都放送（KBS）                   | 独立局         | 毎週土曜 23:30 - 24:30?→毎週土曜 25:30 - 26:00へ移動 | 遅れネット |
| 東京都         | TOKYO MX2                         | 独立局         | 土曜 26:30 - 27:00                                   | 遅れネット |
| 日本全域       | エンタメ〜テレ☆シネドラバラエティ | CS放送         | 隔週月曜 8:00 - 8:30他                               | 遅れネット |

### 過去のレギュラーネット局
- 北海道テレビ（HTB）：2010年9月27日まで[注 31]、毎週月曜 25:15 - 25:45
- 熊本朝日放送（KAB）:2012年7月7日「ものまねトキワ荘　完結編」の放送を以って終了。
- 東日本放送（KHB）：毎週月曜 25:51 - 26:21
- 新潟テレビ21（UX）：2011年10月4日（3日深夜）まで、毎週月曜 25:25 - 25:55[注 32]

### 不定期ネット局
- 九州朝日放送（KBC）：2011年12月13日・20日、2012年8月1日深夜に2本連続放送。2013年新春スペシャルを2日遅れで放送。

### スペシャル版等を単発でネットした局
- テレビ朝日（EX）
- テレビ神奈川（tvk）
- 青森朝日放送（ABA）
- 山形テレビ（YTS）
- 名古屋テレビ放送（NBN・メ～テレ）
- 瀬戸内海放送（KSB）
- 大分朝日放送（OAB）
- 鹿児島放送（KKB）